# Jan Świtkowski
Jan Świtkowski (* 23. Januar 1994 in Lublin) ist ein polnischer Schwimmsportler. Er wurde bei den Schwimmweltmeisterschaften 2015 Bronzemedaillengewinner über 200 Meter Schmetterling.
Die kräftezehrende Distanz im Aquatics Center der russischen Stadt Kasan bewältigte er in 1:54,10 min und kam hinter dem Ungarn László Cseh (1:53,48) und dem Südafrikaner Chad le Clos (1:53,68) ans Ziel.
Bei anderen internationalen Schwimmwettbewerben trat Świtkowski auch in Freistil-, Rücken- und Lagenrennen an. So wurde er unter anderem bei den Schwimmweltmeisterschaften 2013 in Barcelona 23. über 200 m Freistil und 30. über 200 m Lagen.
Świtkowski ist mehrfacher polnischer Meister und Sohn der ehemaligen polnischen Schwimmerin Joanna Pizoń-Świtkowska. Er studiert an der University of Florida und wird trainiert wird von seinem Vater Andrzej.